# Untersee
L'Untersee, littéralement en allemand « lac inférieur », est le plus petit des deux lacs qui composent le lac de Constance.

## Géographie

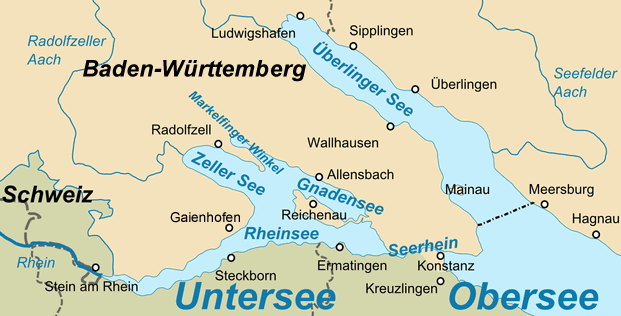
Positionnement de l'Untersee entre le Rhin, le Seerhein et le lac de Constance.

Le qualificatif de « inférieur » lui vient du fait qu'il se trouve vers l'aval du Rhin qui l'alimente par rapport à l'Obersee, l'autre partie du lac de Constance dont il est séparé par une portion du fleuve, le Seerhein, qui traverse la ville de Constance. 

### Parties
L'Untersee est lui-même composé de plusieurs parties, délimitées par des presqu'îles ou par l'île de Reichenau : le Zeller See, le Gnadensee, le Rheinsee et le Markelfinger Winkel.

### Dimensions
Le lac a une superficie de 62 km2 et un volume de 0,8 km3. Sa profondeur maximale est de 40 m et sa profondeur moyenne de 13 m. À l'altitude de 395,33 m, son périmètre est de 87 km.

### Rives
L'Untersee marque la frontière entre l'Allemagne (Bade-Wurtemberg) et la Suisse (canton de Thurgovie et canton de Schaffhouse). Les villes principales bâties sur ses rives sont : Stein am Rhein et Steckborn du côté suisse, et Radolfzell en Allemagne.